# Mus setzeri
Mus setzeri (Миша Сетцера) — вид роду мишей (Mus).

## Поширення
Країни поширення: Ботсвана, Намібія, Замбія. Був зафіксований на висоті 1100 м над рівнем моря.

## Екологія
Населяє сухі савани, береги водойм. 